# Santa Giusta (Italia)
Santa Giusta (topónimo sardo) es un municipio situado en el territorio de la Provincia de Oristán, en Cerdeña (Italia).

## Demografía
| Gráfica de evolución demográfica de Santa Giusta entre 1861 y 2001 |
|                                                                    |
| Fuente ISTAT - elaboración gráfica de Wikipedia                    |